# Liche

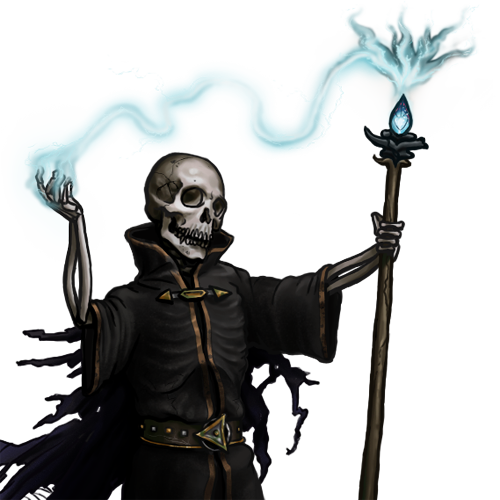
Representación de un lich en el videojuego The Battle for Wesnoth.

En la fantasía moderna, un lich o liche (del anglosajón līċ, que dio la forma alemana leiche, esto es, «cadáver») es un tipo de muerto viviente, resultado de la transformación en la que un mago poderoso se transforma a sí mismo en una criatura inmortal mediante hechizos o rituales asociados con la magia oscura o maligna. En varias obras de ficción como en The Empire of the Necromancers, de Clark Ashton Smith (1932) utiliza en término lich simplemente para referirse a un cadáver (inerte o animado). Está basado en los relatos de La cosa en el umbral de Lovecraft y en The Sword and the Sorcerer de Gardner Fox. El liche, tal y como es concebido, aparece por primera vez en el folleto Greyhawk, escrito por Gary Gygax y Rob Kuntz, ubicado en el ambiente de fantasía de Dungeons & Dragons.
Los liches son comúnmente representados como seres parcial o totalmente necrosados, cadavéricos o esqueléticos, ya que el proceso de conversión en un lich suele pasar por atar su intelecto a su cadáver inanimado, el cual generalmente sigue decayendo a pesar de conservar su poder. En la mayoría de las ficciones, los liches tienen más poder que cuando estaban vivos, y poseen un gran manejo de la necromancia y artes similares, controlando hordas de no muertos menores como soldados o sirvientes.
A diferencia de los zombis, que son casi universalmente representados como carentes de recuerdos y voluntad propia, un lich retiene todos sus recuerdos (que pueden ser o no sinónimo de su alma, dependiendo del contexto) y son en todo momento conscientes de lo que hacen. En algunas ficciones, el alma de un lich no se halla contenida en su cuerpo, sino en un objeto externo denominado filacteria (del griego phylakterion,«protección, amuleto»), el cual les concede la imposibilidad de morir hasta que el objeto mismo sea destruido.

## Representaciones en la cultura popular

### Televisión
- En la serie animada Adventure Time, el lich es el principal antagonista y uno de los villanos más poderosos, al que temen todos los habitantes de Ooo. Es el villano al que deben enfrentarse los protagonistas de la serie, Finn y Jake. Su único objetivo es aniquilar y destruir toda forma de vida existente.

- En la película animada de Disney Taron y el caldero mágico, el principal villano del metraje conocido como el Rey del mal, presenta todos los rasgos físicos de un Lich. Apartando sus poderes mágicos, su principal objetivo es conseguir el caldero negro para hacerse con un ejército de no muertos. Habilidad que usualmente se relaciona con un Lich.

- En la serie animada He-Man y los Amos del Universo, Skeletor es representado como un malvado lich que antes era un mago que perdió la piel de su rostro luchando contra el padre de Adam (He-Man), el Rey Randor de Eternia, quedando solamente su cráneo descarnado y que busca la manera de hacerse del poder y los secretos del Castillo Grayskull.

- En la serie animada Galaxia Wander el villano principal, Lord Hater (Don Odión en Hispanoamérica, Lord Fobia en España), un malvado dictador galáctico, es un esqueleto o lich con poderes de electricidad.

### Videojuegos
- En el videojuego de MiPC Heretic, los liches de hierro son enemigos. A pesar de sus nombres, los liches de hierro no son los enemigos que aparezcan como los típicos esqueletos en trajes de mago. Son, de hecho, cráneos gigantes (no muy diferentes del alma perdida) el uso de cascos se dispararon, y como su nombre indica, fabricados completamente en hierro, y algunas veces se les llama gólems de hierro.

- En el videojuego de RPG Final Fantasy, el lich es uno de los 4 demonios a los que los 4 guerreros de la luz debe enfrentarse, siendo uno de los enemigos principales en la primera parte del juego.

- En los videojuegos de Warcraft III: Reign of Chaos y Warcraft III: The Frozen Throne, el lich es un héroe mago de aspecto esquelético y de hielo y es uno de los tres tipos de héroes del reino de los muertos vivientes. En la campaña del juego, el nigromante Kel'Thuzad renace como un lich tras ser reanimado por su ahora corrompido verdugo el príncipe Arthas y siendo ahora el lich sirviente leal del príncipe corrompido. El lich también aparece posteriormente en los videojuegos de DOTA y Dota 2.

- En la saga de videojuegos creado por Ben "Yahtzee" Croshaw conocida como CHZO Mythos, un liche es usualmente un humano o equivalente que engaña a la muerte posicionando su alma en un objeto separado de su cuerpo, de esta manera el cuerpo sólo puede ser dañado al dañar el objeto que alberga el alma. El cuerpo de un lich puede sufrir descomposición, pero al llegar a un punto cercano al esquelético el proceso parece detenerse. Los liches son extremadamente dependientes en "magick", pues es lo único que mantiene sus putrefactos huesos juntos. El único lich de la saga es un druida antiguo llamado "Cabbadah", también conocido como "Tall Man" o "The Prince", Su primera aparición en la saga es en el juego "Trilby's Notes".

- En el videojuego de MMORPG GunZ The Duel, Lich es un dragón esqueleto que escupe fuego y que aparece en la modalidad Quest como monstruo final, en el mapa Dungeon.[7]

- En el MMORPG Adventure Quest Worlds (y otros juegos de Artix Entertainment), aparece una versión dragonizada de estos magos. Se les llama Dracolich y son dragones esqueleto (generalmente crías).

- En la segunda expansión del MMORPG World of Warcraft, Arthas el rey de los muertos viviente es conocido como el Rey Exánime.[8]

- En The Battle for Wesnoth aparecen regularmente como nigromantes o magos oscuros en su máximo nivel del dominio de la magia negra, aunque en las primeras versiones era simplemente denominado cadáver.[9]

- En la saga Heroes of Might and Magic, concretamente la tercera, quinta y sexta entrega, el lich (y su correspondiente evolución) es una criatura de alto nivel en la facción llamada Necrópolis, consistente en no-muertos en su totalidad. Los liches en estos juegos son poderosos hechiceros que han superado su mortalidad mediante el paso a la no-vida, y pueden emplear ataques a distancia que afectan a varios objetivos, causando daños y, en Heroes of Might and Magic VI, reduciendo su resistencia a la magia.

- En todos los videojuegos de la saga The Elder Scrolls aparecen liches, siendo en este caso el estadio final de los necromantes en su búsqueda de la inmortalidad. También existe un tipo especial de lich en esta saga llamado "El Rey de los Gusanos", que es el jefe de todos ellos y el más poderoso.[10]. En The Elder Scrolls V: Skyrim figuran los sacerdotes dragón, un tipo de lich que en vida rendían culto a los dragones que dominaban Skyrim.

- En Tibia, el liche es una criatura poderosa que puede encontrarse en "Pits of Inferno".

- En el videojuego League of Legends, uno de los personajes controlables por el jugador es un lich llamado Karthus, que puede ejecutar sus poderes durante un breve tiempo después de morir.

- En Realm of the Mad God (RotMG) aparece un enemigo de poca importancia llamado Lich el cual es un no muerto con apariencia esquelética.

- En el videojuego Terraria hay un mod con un jefe llamado "pumpkin lich" una forma de lich espantapájaros con cabeza de calabaza

- En Brave Frontier, juego lanzado para móviles, el liche aparece como evolución del vampiro, manteniendo éste su carácter de no muerto.

- En Guild Wars 2, una de las habilidades de la clase nigromante, es transformarse en liche.

- En el mod The Twilight Forest para Minecraft, uno de los jefes a los que debemos derrotar es un lich.

- En el videojuego Enter the Gungeon uno de los jefes finales que se encuentran es un lich.

- En el juego de cartas coleccionables Yu-Gi-Oh!, existe una carta, la Número 48: Liche de las sombras,[11] que hace referencia a este tipo de seres.

- En el videojuego Dragon's Dogma, un lich es un enemigo peligroso, que además de usar magia en ataques, puede convocar guerreros esqueleto o perros del infierno
- En el videojuego Remixed Pixel Dungeon, los personajes de una de las clases, nigromante, se puede transformar en liche, aumentando la cantidad de maná disponible y reduciendo la fuerza del personaje por dos, tras derrotar al jefe del episodio de la necrópolis, otro liche.

### En literatura
- La aparición más destacada de los liches en la literatura tiene lugar en Dungeons & Dragons. En el escenario de Reinos Olvidados, donde aparecen muchos liches de diversos poderes, siendo, probablemente, Larloch el más poderoso de todos..

### En anime y manga
- En el anime Overlord, el personaje principal que en un principio inicia como jugador de RPG pero por alguna razón desconocida el juego se vuelve real, el nombre del protagonista es Momonga para después pasar a llamarse Ainz Ooal Gown, su personaje está basado en las características de un lich al ser este un hechicero esquelético de grandes poderes y que puede invocar a otros no muertos de distintos niveles dependiendo la situación.

- En el anime Kono Subarashii Sekai ni Shukufuku wo! (この 素晴らしい世界 に 祝福 を!) hay varios personajes liches, pero el más importante es una lich mujer llamada Wiz, la cual acompaña a nuestros protagonistas en contadas ocasiones.

### Cómics
- Un personaje no muerto en las historietas de Linterna Verde (editorial DC Comics), conocido como Nekron, es enemigo de los Linternas Verdes, miembro fundador y líder/entidad de los Black Lantern Corps. Representa a la muerte misma, y tiene ciertas características parecidas a los liches: manipula el poder del espectro emocional de la oscuridad, al controlar la muerte como su fuente de poder mágica. A este respecto funciona igual que los demás poderes del espectro emocional según se describe en la serie: los Linternas Negras pueden controlar esta energía por medio de anillos de poder, que obtienen su energía a través de una Batería de poder negra que recarga los anillos al absorber los poderes de agentes de otros Corps (para más información, véase el artículo sobre la saga de Linterna Verde Blackest Night).

### Juegos de rol, de mesa y cartas coleccionables
- En el famoso juego de cartas coleccionables Magic: El encuentro, del matemático Richard Garfield, pueden invocarse liches como el Lich de la filacteria, que posee, efectivamente, la habilidad de no poder ser destruido mientras un artefacto elegido como filacteria permanezca en juego.
- En el juego de cartas coleccionables YuGiOh!, varios monstruos son o parecen ser liches, ya sea por sus apariencias y/o efectos. Como el Rey de los Sirvientes calavera o el Lich lord.

## En otros medios
En 2016, el púlsar de la constelación de Virgo PSR B1257+12 (previamente PSR 1257+12) recibió oficialmente el nombre de Lich a partir del proyecto NameExoWorlds. La denominación fue sugerida inicialmente por el Planetarium Südtirol Alto Adige de Italia junto con los nombres Draugr, Poltergeist y Phobetor (relacionados con zombis, fantasmas y pesadillas respectivamente) para los planetas conocidos que orbitan Lich. Estas denominaciones fueron votadas en 2015 y aprobadas oficialmente en julio de 2016.